# Ninase poolsaar
Ninase poolsaar (Ninasehalvön) är en halvö på ön Ösel i västra Estland. Den ligger i den del av Ösels kommun som före 2017 utgjordes av Mustjala kommun samt i landskapet Saaremaa (Ösel), 180 km sydväst om Tallinn.
Ninanse poolsaar ligger på Ösels nordkust mot Östersjön. Halvön avgränsas i väster av viken Kugalepa laht och i öster av Küdema laht. Den yttersta spetsen benämns Ninase pank (Ninase klint) och utgörs av en klint (kalkstensstup) som är omkring 5 km hög och en kilometer lång. På halvön finns två byar, den norra och yttre är Tagaranna och den södra och inre är Ninase. Runt Ninase poolsaar är det mycket glesbefolkat, med 4 invånare per kvadratkilometer. Närmaste samhälle är Mustjala, 9 km söder om Ninase poolsaar. 
Årsmedeltemperaturen i trakten är 4 °C. Den varmaste månaden är juli, då medeltemperaturen är 18 °C, och den kallaste är januari, med −9 °C.